# (21776) Kryszczyńska
(21776) Kryszczyńska – planetoida z pasa głównego planetoid okrążająca Słońce w ciągu 4 lat i 88 dni w średniej odległości 2,62 au. Została odkryta 5 września 1999 roku w Anderson Mesa Station w ramach programu LONEOS. Nazwa planetoidy pochodzi od nazwiska prof. Agnieszki Kryszczyńskiej (ur. 1965), naukowca Uniwersytetu im. Adama Mickiewicza w Poznaniu, która odkryła podwójny charakter planetoidy (809) Lundia. Przed nadaniem nazwy planetoida nosiła oznaczenie tymczasowe (21776) 1992 YN.